# Вишнев (Ивано-Франковская область)
Ви́шнев (укр. Вишнів) — село в Букачёвской поселковой общине Ивано-Франковского района Ивано-Франковской области Украины.
Население по переписи 2001 года составляло 489 человек. Занимает площадь 15,012 км². Почтовый индекс — 77063. Телефонный код — 03435.